# 赭山寺
赭山寺位于今宁波市慈城镇虹星村赭山，建于五代周显德六年（959年）。
北宋诗人陈著《寄慈溪赭山寺主僧如岳》 云：
薄俗久沦胥，交心独抱初。
孤岑千嶂外，两载几行书。
岁晚梅花瘦，江空雁影疏。
相逢不相见，近况定何如。